# Donald Fraser
Donald Fraser (né le 7 avril 1958 à Vancouver) est un joueur canadien de hockey sur glace.

## Carrière de joueur
Il commence sa carrière en 1976 avec les Bruins de New Westminster dans la LHOu.

## Statistiques
| Saison    | Équipe                     | Ligue                |    | Saison régulière | Saison régulière | Saison régulière | Saison régulière | Saison régulière |   | Séries éliminatoires | Séries éliminatoires | Séries éliminatoires | Séries éliminatoires | Séries éliminatoires |
| Saison    | Équipe                     | Ligue                | PJ | B                | A                | Pts              | Pun              | PJ               | B | A                    | Pts                  | Pun                  |                      |                      |
| 1976-1977 | Bruins de New Westminster  | LHOu                 | 1  | 0                | 2                | 2                | 0                | -                | - | -                    | -                    | -                    |                      |                      |
| 1982-1983 | Romijnders Devils Nijmegen | Eredivisie ijshockey | 42 | 42               | 83               | 125              | 0                | -                | - | -                    | -                    | -                    |                      |                      |
| 1983-1984 | Romijnders Devils Nijmegen | Eredivisie ijshockey | 44 | 34               | 75               | 109              | 0                | -                | - | -                    | -                    | -                    |                      |                      |
| 1984-1985 | Peliitat Heinola           | Mestis               | 44 | 29               | 39               | 68               | 50               | -                | - | -                    | -                    | -                    |                      |                      |
| 1985-1986 | Peliitat Heinola           | Mestis               | 77 | 34               | 34               | 68               | 51               | -                | - | -                    | -                    | -                    |                      |                      |
| 1986-1987 | KooKoo Kouvola             | Mestis               | 41 | 30               | 40               | 70               | 60               | -                | - | -                    | -                    | -                    |                      |                      |
| 1987-1988 | KooKoo Kouvola             | SM-liiga             | 37 | 4                | 9                | 13               | 42               | -                | - | -                    | -                    | -                    |                      |                      |
| 1988-1989 | Kiekkoreipas Lahti         | Mestis               | 39 | 10               | 35               | 45               | 20               | -                | - | -                    | -                    | -                    |                      |                      |
| 1989-1990 | EHC Uzwil                  | LNB                  | -  | -                | -                | -                | -                | -                | - | -                    | -                    |                      |                      |                      |
| 1989-1990 | Smoke Eaters Geleen        | Eredivisie ijshockey | -  | -                | -                | -                | -                | -                | - | -                    | -                    | -                    |                      |                      |